# I, the Mask
I, the Mask es el decimotercer álbum de estudio de la banda sueca de death metal melódico, In Flames. Fue lanzado el 1 de marzo de 2019 a través de Nuclear Blast. Es el primer álbum de la banda desde Whoracle sin el bajista Peter Iwers, y el primero en presentar al baterista Tanner Wayne.

## Lista de canciones
Todas las canciones escritas y compuestas por Anders Fridén, Björn Gelotte y Howard Benson, excepto "In This Life" escrita por Fridén, Gelotte, Benson, Seann Bowe y Lenny Skolnik. 
| N.º | Título                | Duración |  |
| 1.  | «Voices»              | 4:48     |  |
| 2.  | «I, the Mask»         | 3:41     |  |
| 3.  | «Call My Name»        | 3:33     |  |
| 4.  | «I Am Above»          | 3:49     |  |
| 5.  | «Follow Me»           | 4:55     |  |
| 6.  | «(This Is Our) House» | 4:16     |  |
| 7.  | «We Will Remember»    | 4:04     |  |
| 8.  | «In This Life»        | 3:52     |  |
| 9.  | «Burn»                | 3:43     |  |
| 10. | «Deep Inside»         | 4:21     |  |
| 11. | «All the Pain»        | 4:29     |  |
| 12. | «Stay with Me»        | 5:16     |  |

Digipak edition bonus track
| Digipak edition bonus track |             |          |  |
| N.º                         | Título      | Duración |  |
| 13.                         | «Not Alone» | 4:04     |  |

## Créditos

### In Flames
- Anders Fridén – Vocalista
- Björn Gelotte – Guitarra
- Niclas Engelin - Guitarra
- Bryce Paul Newman – Bajo
- Tanner Wayne – Batería, percusión (baterista adicional)